# Walther J. Jacobs
Walther Johann Jacobs (* 17. März 1907 in Bremen-Borgfeld; † 4. Juni 1998 in Bremen) war ein Bremer Kaffeekaufmann, Förderer des Galopprennsports und der deutschen Vollblutzucht.

## Leben und Wirken
Walther J. Jacobs war der Sohn des Landwirts Jacob Jacobs aus Borgfeld und der Neffe des Unternehmensgründers Johann Jacobs. Er besuchte die Oberrealschule in Bremen und absolvierte danach eine Kaufmannslehre in einem Bremer Import-/Exportgeschäft. 

### Kaffeehandel
Danach war er in einer Braunschweiger Kaffee-Rösterei tätig. Nach einem Aufenthalt in den USA trat er 1929 in das Unternehmen seines Onkels Johann Jacobs & Co ein. Seine Marketingerfahrungen, die er in den USA gesammelt hatte, brachte er in die Firma ein, die Ende der 1930er Jahre mit einem Umsatz von 9,5 Millionen Reichsmark zu den bedeutenden Röstern in Deutschland gehörte.     
Als im Oktober 1944 das Gebäude der Rösterei einem Luftangriff auf Bremen zum Opfer fiel, wurden in einer ehemaligen Kartoffelflockenfabrik – auch dieser Betrieb wurde zerstört – Kaffee-Ersatzstoffe produziert. Nach der Kapitulation 1945 begann Jacobs zusammen mit einigen Mitarbeitern die Produktionsstätte wieder aufzubauen. Als nach der Währungsreform 1948 Import-Restriktionen entfielen und Kaffee wieder frei eingekauft werden konnte, passierten am 9. August 1948 die ersten zwölf Säcke Rohkaffee den Bremer Zoll.
1954 erfand Jacobs den Slogan: „Jacobs Kaffee...wunderbar“.
Er wurde 1958 nach dem Tode seines Onkels Chef des Unternehmens. Es folgte die Umwandlung in eine Aktiengesellschaft mit Unternehmenszentrale in Zürich, deren Verwaltungsrat er bis zu seinem Ausscheiden aus dem Unternehmen 1983 als Präsident vorstand. Unter der Führung seines Sohnes Klaus J. Jacobs fusioniert Jacobs 1982 mit der Schweizer Interfood AG.

### Weitere Aktivitäten
Jacobs war von 1960 bis 1976 Mitglied und von 1966 und 1967 Präses der Handelskammer Bremen.
Er war seit 1962 Kaufmännisches Mitglied der Stiftung Haus Seefahrt; 1964 gehörte er zu den Ausrichtern der Schaffermahlzeit.

### Pferdesport
Jacobs kam bereits auf dem väterlichen Hof in Bremen-Borgfeld früh mit Pferden in Kontakt, die sein späteres Leben weitgehend bestimmten. 1958 erwarb er in Sottrum den Fährhof und züchtete dort zunächst Hannoveraner, ab 1961 nur noch Englisches Vollblut. Den Grundstock der Fährhofer Vollblutzucht bildeten sechs Mutterstuten, die er auf einer Auktion im englischen Newmarket erwarb. 
Zum Aushängeschild der Bremer Trainingszentrale in der Vahr wurde der von Adolf Wöhler trainierte Hengst Surumu, den die Bremer Sportjournalisten zum Bremer Sportler des Jahres 1977 wählten. Surumus bester Sohn wurde Acatenango, den Jacobs nach einem Berg in Guatemala nannte. Acatenango wurde dreimal zum Galopper des Jahres gewählt und war auch ein guter Deckhengst.

### Ehrungen
- Am 23. November 1986 wurde Jacobs auf der Bremer Rennbahn von Walter Scheel, dem damaligen Präsidenten des Dachverbandes, wegen seiner Verdienste für die Vollblutzucht und seines Engagements im Rennsport mit der Goldenen Verdienstmedaille des Galopp-Direktoriums geehrt.
- 1986 wurde ihm im Bremer Rathaus das Große Verdienstkreuz der Bundesrepublik Deutschland verliehen.[6]